# George Christian von Hippel
George Christian von Hippel (* 1766; † 24. Dezember 1813) war ein preußischer Hauptmann und Landrat.

## Herkunft
George Christian von Hippel war Angehöriger des ostpreußischen Adelsgeschlechts Hippel. Er war der Sohn von Dr. med. George von Hippel (* 23. September 1729 in Rastenburg; † 24. September 1808), Erbherr auf Georgenthal, Bürgermeister von Rastenburg, Reichsadliger seit dem 3. Januar 1790, und dessen Ehefrau Charlotte, geb. von Sydow.

## Leben
Im April 1785 immatrikulierte er sich an der Universität Königsberg für ein Jurastudium. Anschließend trat er 1790 in das polnische bzw. preußische Heer ein. Dort stieg er zum Leutnant und später zum Hauptmann der Landwehr auf. Nach seinem Abschied vom Militär wurde er am 7. Oktober 1797 zum Landrat des neu-ostpreußischen Kreises Wigry ernannt. 1806 wechselte er als Landrat nach Ostpreußen (Kreis Seehesten).

## Persönliches
George Christian von Hippel war von 1789 bis 1798 Mitglied der Freimaurerloge. Er war Erbherr auf Suwalken und Rhein und mit Cölestine Aurora († 2. Juli 1858), geb. von Gossow aus dem Hause Altgethen, verheiratet. Die Kinder aus dieser Ehe waren:
- Julius (1804–1806)
- Georg Alexander von Hippel (1806–1895), preußischer Generalmajor
- Ernst (1808–1894), preußischer Oberst
- Cöleste
- Gustav (*/† 1811)